# Marc du Pontavice
 (septembre 2016).
Si vous disposez d'ouvrages ou d'articles de référence ou si vous connaissez des sites web de qualité traitant du thème abordé ici, merci de compléter l'article en donnant les références utiles à sa vérifiabilité et en les liant à la section « Notes et références ».
Pour les articles homonymes, voir Pontavice.
Marc du Pontavice, né le 10 janvier 1963 dans le 15e arrondissement de Paris, est un producteur, dessinateur et artiste français.
Il est le fondateur, en 1999, du studio d’animation Xilam.

## Biographie
Marc du Pontavice, fils d’universitaire et de médecin, est issu d'une famille de la noblesse bretonne : la famille du Pontavice. Les parents de Marc n'ont jamais travaillé dans le cinéma français et l'emmenaient rarement au cinéma, et c'est sa grand-mère qui l'emmenait dans la salle mythique du 7e arrondissement de Paris, La Pagode. Lorsqu'il a eu sept ans, ses parents ont accepté de lui montrer un film qu'ils aimaient, Les Lumières de la ville de Charlie Chaplin. Chaque dimanche, il regardait l'émission Histoires sans paroles de l'ORTF.
Diplômé de l'Institut d'études politiques de Paris (section Eco-Fi, 1989), Marc du Pontavice a d'abord fait carrière au sein du groupe de cinéma Gaumont. Après avoir géré le montage financier et la production d'une centaine d'heures de fictions chez CFC-Groupe Robur (1989-1990), dont la série Highlander diffusée aux États-Unis, Marc du Pontavice lance en 1990 Gaumont Télévision, filiale du groupe de cinéma spécialisée dans la production de fiction pour le petit écran.
En 1995, il participe à la création du nouveau département Gaumont Multimédia centré sur les métiers du dessin animé, des jeux vidéo et internet; celui-ci s'installe dans les anciens studios de Luc Besson à Paris, qui est aujourd'hui le siège de Xilam.
Gaumont Multimédia, dont Marc du Pontavice a pris la direction générale, devient un acteur de la production d'animation avec des séries comme Les Zinzins de l'espace en 1997, Oggy et les Cafards en 1998, ou encore les Ratz en 2004. Il produit également les jeux vidéo avec l'adaptation des Visiteurs (1997) ou du Cinquième Élément (1998).
En 1999, Marc du Pontavice crée son propre studio de production spécialisé dans les films d'animation, qu'il baptise Xilam». Il finit par racheter l'année suivante les actifs de Gaumont Multimédia.
En 1999, il conclut un contrat avec Dargaud et Lucky Comics pour l'achat des droits d'animation de Lucky Luke dont Xilam produira les nouvelles aventures sur France 3 pour un budget de 18,4 M€.
En avril 2009, Marc du Pontavice est élu président du SPFA (Syndicat des producteurs français d'animation).
Il produit le long métrage d'animation du réalisateur français Jérémy Clapin, J'ai perdu mon corps, sorti en 2019, qui connaît un succès immédiat avec plusieurs prix et récompenses, dont une nomination aux Oscars 2020.

### Vie privée
Il est marié depuis le 23 juin 1989 à la réalisatrice Alix de Maistre, qu'il a rencontrée en 1984 et ils ont une fille et un fils.

## Filmographie

### Séries d'animations
- 1994 : Highlander (série télévisée d'animation)
- 1997 : Les Zinzins de l'espace
- 1997 : Le Magicien
- 1998 : Oggy et les Cafards
- 2001 : Les Nouvelles Aventures de Lucky Luke
- 2002 : Ratz
- 2002 : Toupou
- 2002 : Rahan
- 2005 : Les Zinzins de l'espace (saison 2)
- 2006 : Rantanplan
- 2006 : Shuriken School
- 2008 : Magic
- 2009 : Monsieur Bébé
- 2010 : Les Dalton
- 2011 : Zig et Sharko
- 2012 : Flapacha, où es-tu ?
- 2013 : Hubert et Takako
- 2017 : Paprika
- 2017 : Bienvenue chez les Ronks !
- 2018 : Si j'étais un animal
- 2019 : Mr. Magoo
- 2020 : Moka
- 2021 : Les Contes de Lupin
- 2021 : Les Aventures au Parc de Tic et Tac
- 2021 : The Adventures of Bernie
- 2021 : Oggy Oggy
- 2022 : Karaté Mouton

### Films
- 2003 : Kaena, la prophétie
- 2007 : Tous à l'Ouest
- 2007 :   le film (DTV)
- 2010 : Gainsbourg, vie héroïque
- 2011 : La guerre des boutons
- 2013 : Oggy et les Cafards, le film
- 2014 : Loin des hommes
- 2018 : Frères Ennemis
- 2019 : J'ai perdu mon corps
- 2024 : Pendant ce temps sur Terre de Jérémy Clapin
- 2024 : Prodigieuses de Frédéric et Valentin Potier

## Livre
- Destin animé, de Marc du Pontavice, éditions Slatkine & Compagnie, 2022, 334 pages[8].